# Прието, Хосе Хоакин
Хосе Хоакин Прието Виаль (исп. José Joaquín Prieto Vial; 20 августа 1786, Консепсьон — 22 ноября 1854, Сантьяго) — чилийский военно-политический и государственный деятель. Вице-президент Чили (1828). 3-й президент Чили (18 сентября 1831 — 18 сентября 1841 года).

## Биография
Испанско-баскского происхождения. Сын креольского офицера. После окончания школы вступил в кавалерию. В 1810 году против родительской воли вступил в борьбу за независимость Чили. Во время чилийской войны за независимости служил капитаном. В конфликте между Бернардо О’Хиггинсом и Хосе Мигелем Каррера поддержал О’Хиггинса, который впоследствии назначил его генерал-квартирмейстером Южной армии.
После поражения чилийских патриотов войскам роялистов в битве при Ранкагуа отступил на территорию Аргентины, где присоединился к освободительной армии Хосе де Сан-Мартина, вместе с которым принял участие в создании Андской армии.
После победы чилийцев в Битве при Чакабуко в 1817 году был назначен командующим Сантьяго. Занимался вопросами оборонной стратегии и военным строительством. Затем обратил своё внимание на Перу, стал поддержать её борьбу за независимость.
Военные успехи Х. Прието, особенно на юге страны, заслужили уважение консервативно-централистских кругов Чили, что побудило его начать политическую карьеру. Стал членом Консервативной партии Чили.
В 1823 году был избран в палату депутатов Чили и назначен членом Государственного совета. На этой должности выступал за сильное и влиятельное центральное правительство и боролся с амбициями регионалистов по поводу федералистской независимости. В 1828 году был избран вице-президентом Чили.
В том же году получил звание генерала и назначен командующим южной армией. Во главе южной армии Прието двинулся на Сантьяго и 14 декабря 1829 года разбил либеральную армию Сантьяго под командованием Франсиско де ла Ластра в битве при Очагавии.
После того, как временный президент Хосе Томас Овалье умер, Прието 31 марта 1831 года был избран его временным преемником, но не смог занять этот пост, так как Фернандо Эррасурис стал временно управлять страной в течение шести месяцев. 18 января 1831 года занял кресло Президента Чили. Дважды был президентом. Первоначально его основной задачей было восстановление общественного порядка в Чили, в связи с чем президенту были предоставлены широкие полномочия. Активно боролся с бандитизмом. За десять лет своего президентства Прието расширил правительственную власть и заложил основы государственного управления в Чили. Впервые появились государственные образовательные учреждения, такие как Национальный институт, а с 1837 года — также министерство юстиции и народного образования.
После отставки с президентского кресла, Хосе Хоакин Прието до 1852 года оставался сенатором Чили, а до 1846 года также командовал пехотой и флотом в Вальпараисо.